# Lednia tumana
Lednia tumana är en bäcksländeart som först beskrevs av William Edwin Ricker 1952.  Lednia tumana ingår i släktet Lednia och familjen kryssbäcksländor. Inga underarter finns listade i Catalogue of Life.